# Самі Мансей
Самі Мансей (沙弥満誓, «послушник Мансей») — японський буддистський монах та поет. Справжнє ім'я — Каса но Асон Маро. Служив у храмі на півночі Кюшю, де познайомився з Отомо но Табіто. Кілька його віршів увійшли до збірки «Манйошю».